# 无量山假瘤蕨
无量山假瘤蕨（学名：[Phymatopteris wuliangshanensis] 错误：{{Lang}}：文本有斜体标记（帮助））为水龙骨科假瘤蕨属下的一个种。其种加词“wuliangshanensis”意为云南省普洱市景东彝族自治县“无量山的”。
现接受名为无量山修蕨（Selliguea wuliangshanensis (W.M.Chu) S.G.Lu, Hovenkamp & M.G.Gilbert)。